# Alfie (Burt-Bacharach-Lied)
Alfie ist ein Lied, das von Burt Bacharach und Hal David im Jahr 1965 für den gleichnamigen Spielfilm geschrieben wurde. Die erste Veröffentlichung stammte von Cilla Black, deren von George Martin produzierte Single 1966 Platz 9 der britischen Hitparade erreichte.

## Hintergrund
Um für den Film in den USA mehr Interesse zu erzeugen, entschied United Artists, für die amerikanische Version des Soundtracks eine neue Fassung des Stücks aufzunehmen. Die Wahl fiel auf Cher, deren Version im Juni 1966 in den USA erschien und bis auf Platz 32 der Billboard Hot 100 kam. Dionne Warwick nahm das Lied für ihr Album Here Where There Is Love auf, das im Dezember 1966 veröffentlicht wurde. Die Singleauskopplung erfolgte im März 1967 und erreichte im Juni mit Rang 15 ihre beste Platzierung in den Billboard Hot 100. Im Laufe der Zeit folgten zahlreiche weitere Coverversionen des Stücks. 1967 war der Song für Oscar in der Kategorie Bester Song nominiert.

### Musikbeispiele
- Cilla Black: Alfie (Live) auf YouTube
- Cher: Alfie auf YouTube
- Dee Dee Warwick: Alfie auf YouTube
- Dionne Warwick: Alfie auf YouTube
- Barbra Streisand: Alfie auf YouTube